# Echipa națională de fotbal a Paraguayului
Echipa națională de fotbal a Paraguayului reprezintă Paraguayul în competițiile internaționale inter-țări și este controlată de Asociația Paraguayană de Fotbal. Cel mai bun rezultat al selecționatei Paraguayului la Campionatului Mondial este atingerea sferturilor de finală la ediția din 2010. Paraguayul a câștigat de două ori Copa América în 1953 și 1979. Au câștigat și o medalie de argint la  Jocurile Olimpice de vară din 2004 care au avut loc în Grecia.

## Recorduri

### Campionatul Mondial
| Campionatul Mondial de Fotbal | Campionatul Mondial de Fotbal | Campionatul Mondial de Fotbal | Campionatul Mondial de Fotbal | Campionatul Mondial de Fotbal | Campionatul Mondial de Fotbal | Campionatul Mondial de Fotbal | Campionatul Mondial de Fotbal | Campionatul Mondial de Fotbal |                  |
| Țara gazdă/ Anul              | Runda                         | Poziția                       | MJ                            | C                             | E*                            | P                             | GM                            | GP                            |                  |
| ----------------------------- | ----------------------------- | ----------------------------- | ----------------------------- | ----------------------------- | ----------------------------- | ----------------------------- | ----------------------------- | ----------------------------- | ---------------- |
| 1930                          | Prima fază                    | 9                             | 2                             | 1                             | 0                             | 1                             | 1                             | 3                             |                  |
| 1934 - 1938                   | Nu a participat               | Nu a participat               | Nu a participat               | Nu a participat               | Nu a participat               | Nu a participat               | Nu a participat               | Nu a participat               | Nu a participat  |
| 1950                          | Prima fază                    | 11                            | 2                             | 0                             | 1                             | 1                             | 2                             | 4                             |                  |
| 1954                          | Nu s-a calificat              | Nu s-a calificat              | Nu s-a calificat              | Nu s-a calificat              | Nu s-a calificat              | Nu s-a calificat              | Nu s-a calificat              | Nu s-a calificat              | Nu s-a calificat |
| 1958                          | Prima fază                    | 12                            | 3                             | 1                             | 1                             | 1                             | 9                             | 12                            |                  |
| 1962 - 1982                   | Nu s-a calificat              | Nu s-a calificat              | Nu s-a calificat              | Nu s-a calificat              | Nu s-a calificat              | Nu s-a calificat              | Nu s-a calificat              | Nu s-a calificat              | Nu s-a calificat |
| 1986                          | Optimi                        | 13                            | 4                             | 1                             | 2                             | 1                             | 4                             | 6                             |                  |
| 1990 - 1994                   | Nu s-a calificat              | Nu s-a calificat              | Nu s-a calificat              | Nu s-a calificat              | Nu s-a calificat              | Nu s-a calificat              | Nu s-a calificat              | Nu s-a calificat              | Nu s-a calificat |
| 1998                          | Optimi                        | 14                            | 4                             | 1                             | 2                             | 1                             | 3                             | 2                             |                  |
| 2002                          | Optimi                        | 16                            | 4                             | 1                             | 1                             | 2                             | 6                             | 7                             |                  |
| 2006                          | Faza Grupelor                 | 18                            | 3                             | 1                             | 0                             | 2                             | 2                             | 2                             |                  |
| 2010                          | Sferturi                      | 8                             | 5                             | 1                             | 3                             | 1                             | 3                             | 2                             |                  |
| 2014 - 2022                   | Nu s-a calificat              | Nu s-a calificat              | Nu s-a calificat              | Nu s-a calificat              | Nu s-a calificat              | Nu s-a calificat              | Nu s-a calificat              | Nu s-a calificat              | Nu s-a calificat |
| Total                         | 8/22                          |                               | 27                            | 7                             | 10                            | 10                            | 30                            | 38                            |                  |

*Denotă egalurile include meciurile eliminatorii decise la loviturile de departajare.

### Jocurile Olimpice
- 1992 - Sferturi de finală
- 2004 - Medalia de argint (Locul doi)

### Copa América
| - 1916 până la 1920 - Nu a participat - 1921 - Locul patru - 1922 - Locul doi - 1923 - Locul trei - 1924 - Locul trei - 1925 - Locul trei - 1926 - Locul patru - 1927 - S-a retras - 1929 - Locul doi - 1935 - S-a retras - 1937 - Locul patru - 1939 - Locul trei - 1941 - S-a retras - 1942 - Locul patru - 1945 - S-a retras - 1946 - Locul trei - 1947 - Locul doi - 1949 - Locul doi - 1953 - Câștigători |  | - 1955 - Locul cinci - 1956 - Locul cinci - 1957 - S-a retras - 1959 - Locul trei - 1959 - Locul cinci - 1963 - Locul doi - 1967 - Locul patru - 1975 - Round 1 - 1979 - Câștigători - 1983 - Semifinale - 1987 - Runda 1 - 1989 - Locul patru - 1991 - Round 1 - 1993 - Sferturi de finală - 1995 - Sferturi de finală - 1997 - Sferturi de finală - 1999 - Sferturi de finală - 2001 - Runda 1 - 2004 - Sferturi de finală |  | - 2007 - Sferturi de finală - 2011 - Locul 2 - 2015 - Locul 4 - 2016 - Faza grupelor - 2019 - Sferturi de finală - 2021 - Sferturi de finală - 2024 - Faza grupelor |

### Jocurile Pan Americane
- 1951 - Locul cinci
- 1955 până la 1983 - Nu a participat
- 1987 - Runda 1
- 1991 -  Nu a participat
- 1995 - Sferturi de finală

## Cei mai selecționați jucători
| Loc | Jucător                | Selecții | Goluri | Perioada la națională |
| --- | ---------------------- | -------- | ------ | --------------------- |
| 1   | Paulo da Silva         | 148      | 3      | 2000–2017             |
| 2   | Justo Villar           | 120      | 0      | 1999–2018             |
| 3   | Roque Santa Cruz       | 112      | 32     | 1999–2016             |
| 4   | Carlos Gamarra         | 110      | 12     | 1993–2006             |
| 5   | Cristian Riveros       | 101      | 16     | 2005–2018             |
| 6   | Roberto Acuña          | 100      | 5      | 1993–2011             |
| 6   | Denis Caniza           | 100      | 1      | 1996–2010             |
| 8   | Celso Ayala            | 85       | 6      | 1993–2003             |
| 9   | José Saturnino Cardozo | 82       | 25     | 1991–2006             |
| 10  | Carlos Bonet           | 80       | 1      | 2002–2013             |

## Golgheteri

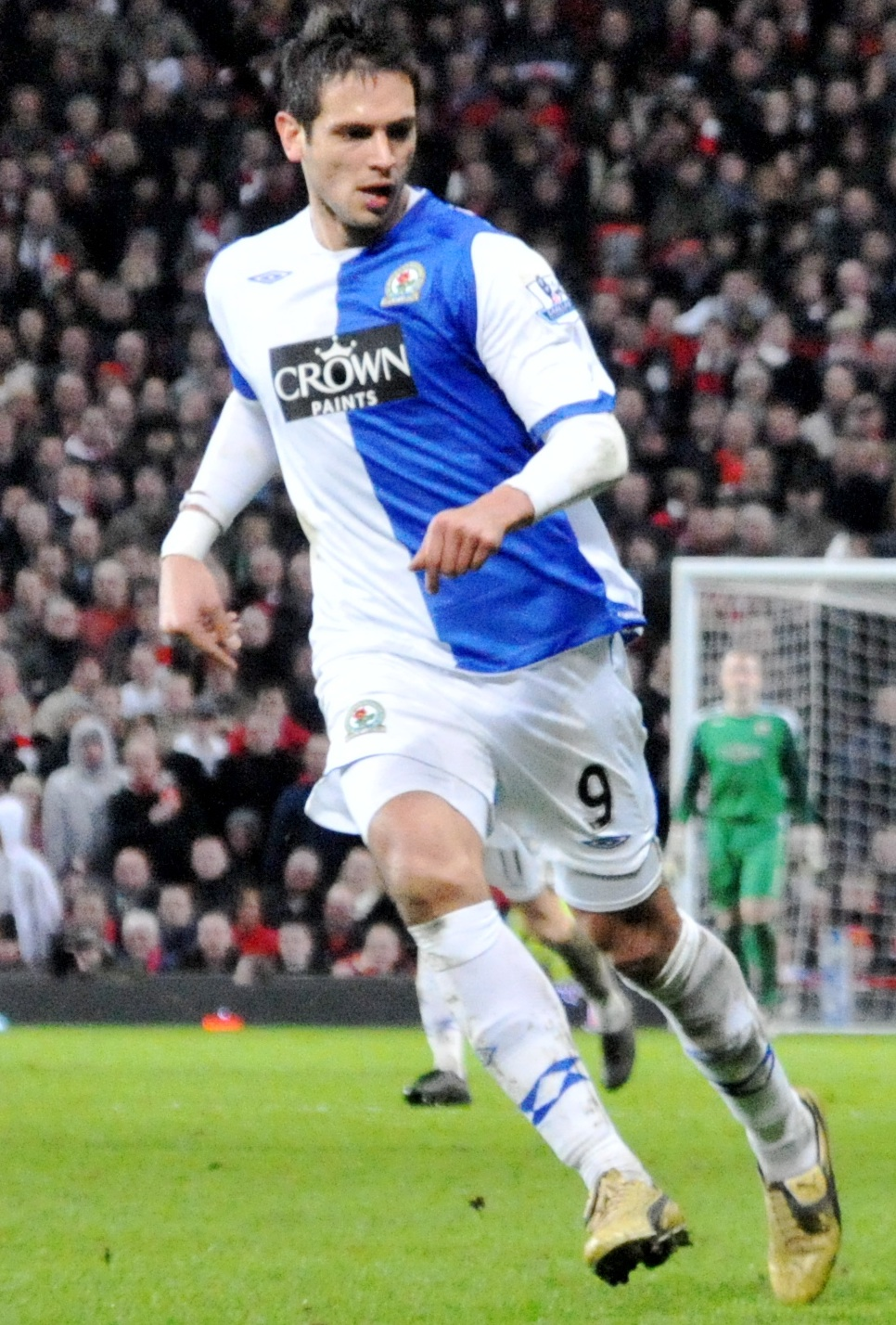
Roque Santa Cruz este golgheterul all-time cu 32 de goluri.

| Loc | Jucător                | Goluri | Selecții | Medie | Perioada la națională |
| --- | ---------------------- | ------ | -------- | ----- | --------------------- |
| 1   | Roque Santa Cruz       | 32     | 112      | 0.29  | 1999–2016             |
| 2   | José Saturnino Cardozo | 25     | 82       | 0.3   | 1991–2006             |
| 3   | Cristian Riveros       | 16     | 101      | 0.16  | 2005–2018             |
| 4   | Saturnino Arrúa        | 13     | 26       | 0.5   | 1969–1980             |
| 4   | Julio César Romero     | 13     | 32       | 0.41  | 1979–1986             |
| 4   | Nelson Haedo Valdez    | 13     | 77       | 0.17  | 2004–2017             |
| 7   | Óscar Cardozo          | 12     | 57       | 0.21  | 2006–prezent          |
| 7   | Carlos Gamarra         | 12     | 110      | 0.11  | 1993–2006             |
| 9   | Roberto Cabañas        | 11     | 28       | 0.39  | 1981–1993             |
| 9   | Miguel Ángel Benítez   | 11     | 29       | 0.38  | 1996–1999             |

## Lot
Următorii jucători au fost convocați pentru Copa America 2024.
| Nr. | Poz. | Jucător                 | Data nașterii (vârsta)         | Selecții | Goluri | Club                   |
| --- | ---- | ----------------------- | ------------------------------ | -------- | ------ | ---------------------- |
| 1   | P    | Carlos Coronel          | 29 decembrie 1996 (28 de ani)  | 9        | 0      | New York Red Bulls     |
| 12  | P    | Alfredo Aguilar         | 18 iulie 1988 (36 de ani)      | 3        | 0      | Sportivo Luqueño       |
| 22  | P    | Rodrigo Morínigo        | 7 octombrie 1998 (26 de ani)   | 1        | 0      | Libertad               |
|     |      |                         |                                |          |        |                        |
| 15  | F    | Gustavo Gómez (căpitan) | 6 mai 1993 (31 de ani)         | 74       | 4      | Palmeiras              |
| 6   | F    | Júnior Alonso           | 9 februarie 1993 (32 de ani)   | 54       | 2      | Krasnodar              |
| 5   | F    | Fabián Balbuena         | 23 august 1991 (33 de ani)     | 39       | 2      | Dinamo Moscova         |
| 3   | F    | Omar Alderete           | 26 decembrie 1996 (28 de ani)  | 18       | 0      | Getafe                 |
| 2   | F    | Iván Ramírez            | 8 decembrie 1994 (30 de ani)   | 6        | 0      | Libertad               |
| 4   | F    | Matías Espinoza         | 19 septembrie 1997 (27 de ani) | 7        | 0      | Libertad               |
| 13  | F    | Néstor Giménez          | 24 iulie 1997 (27 de ani)      | 2        | 0      | Libertad               |
| 25  | F    | Gustavo Velázquez       | 17 aprilie 1991 (33 de ani)    | 3        | 1      | Newell's Old Boys      |
|     |      |                         |                                |          |        |                        |
| 10  | M    | Miguel Almirón          | 10 februarie 1994 (31 de ani)  | 56       | 7      | Newcastle United       |
| 23  | M    | Mathías Villasanti      | 24 ianuarie 1997 (28 de ani)   | 39       | 0      | Grêmio                 |
| 20  | M    | Richard Sánchez         | 29 martie 1996 (28 de ani)     | 34       | 1      | América                |
| 17  | M    | Alejandro Romero        | 11 ianuarie 1995 (30 de ani)   | 20       | 5      | Al Ain                 |
| 14  | M    | Andrés Cubas            | 22 mai 1996 (28 de ani)        | 21       | 0      | Vancouver Whitecaps    |
| 16  | M    | Matías Rojas            | 3 noiembrie 1995 (29 de ani)   | 21       | 1      | Inter Miami            |
| 26  | M    | Hernesto Caballero      | 9 aprilie 1991 (33 de ani)     | 4        | 0      | Libertad               |
| 8   | M    | Damián Bobadilla        | 11 iulie 2001 (23 de ani)      | 2        | 0      | São Paulo              |
| 21  | M    | Fabrizio Peralta        | 2 august 2002 (22 de ani)      | 1        | 0      | Cerro Porteño          |
|     |      |                         |                                |          |        |                        |
| 7   | A    | Derlis González         | 20 martie 1994 (31 de ani)     | 51       | 9      | Olimpia                |
| 11  | A    | Ángel Romero            | 4 iulie 1992 (32 de ani)       | 43       | 8      | Corinthians            |
| 19  | A    | Julio Enciso            | 23 ianuarie 2004 (21 de ani)   | 15       | 1      | Brighton & Hove Albion |
| 24  | A    | Ramón Sosa              | 31 august 1999 (25 de ani)     | 12       | 0      | Talleres               |
| 9   | A    | Adam Bareiro            | 26 iulie 1996 (28 de ani)      | 7        | 0      | San Lorenzo            |
| 18  | A    | Alex Arce               | 16 iunie 1995 (29 de ani)      | 4        | 0      | LDU Quito              |